# Грађанин Дахлке (ТВ филм)
„Грађанин Дахлке” је југословенски ТВ филм из 1962. године. Режирао га је Иван Хетрих а сценарио је написао Милан Гргић

## Улоге
| Глумац            | Улога |
| ----------------- | ----- |
| Јурица Дијаковић  |       |
| Анте Дулчић       |       |
| Звонимир Ференчић |       |
| Марија Кон        |       |
| Јован Личина      |       |
| Тонко Лонза       |       |
| Драго Митровић    |       |
| Круно Валентић    |       |
| Крешимир Зидарић  |       |